# Menezesia setulosa
Menezesia setulosa är en svampart som beskrevs av Torrend 1913. Menezesia setulosa ingår i släktet Menezesia, ordningen Saccharomycetales, klassen Saccharomycetes, divisionen sporsäcksvampar och riket svampar.   Inga underarter finns listade i Catalogue of Life.